# Luc Thijs
Luc Thijs (6 juni 1973) is een Belgisch sportvisser.

## Levensloop
Thijs begon op zesjaar met hengelsport.
In mei 2017 behaalde hij met het Belgisch nationaal team hengelen zilver op het het Europees kampioenschap. In het individueel klassement behaalde hij eveneens zilver. In september 2017 won hij het individueel klassement op het WK voor landenteams te Ronquières. Tevens werd hij met het Belgisch team aldaar wereldkampioen; ze hadden in totaal 1.325 keer beet, goed voor zestig kilo vis. Persoonlijk haalde hij zeventien kilo boven en behaalde tweemaal vakwinst. Het was twaalf jaar geleden dat een Belg wereldkampioen werd in het hengelen, toen won Guido Nullens.
Van beroep is hij technisch tekenaar in de bedrijfsbouw.